# NGC 5040-1
NGC 5040-1 is een spiraalvormig sterrenstelsel in het sterrenbeeld Jachthonden. Het hemelobject werd op 26 april 1789 ontdekt door de Duits-Engelse astronoom William Herschel.

## Synoniemen
- MCG 9-22-31
- ZWG 271.24
- PGC 45945